# Traktorpulling

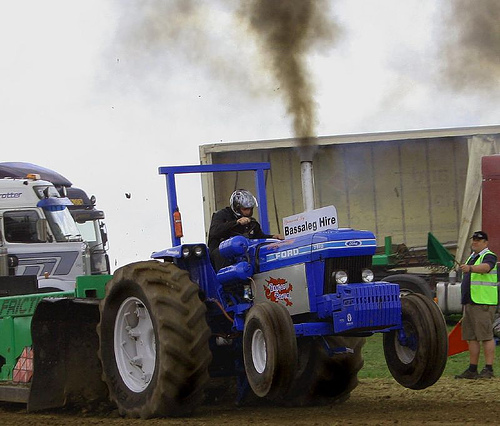
Traktorpulling i Storbritannien

Tractor pulling en tävlingsform där man med ombyggda traktorer (även med specialbyggda maskiner) drar en viktad släde/vagn, vars vikt flyttas allt längre fram på en hävarm som trycks ner på en bromsplatta som ligger och släpar på marken för att motståndet för den deltagande ska öka på en bestämd sträcka. Det finns även fästen för att sätta dit skrapstål som gör det ännu tyngre. Om funktionärerna är tvungna kan de sätta ner stålpinnar eller liknande på sidorna av bromsplattan som gör det ännu svårare att dra den. Man tävlar i längd samt i flera olika vikt-, storleks- och modifierade klasser. 
Sträckan man ska dra är antingen 60 eller 100 meter. 60 meter är enbart för de lättaste maskinerna, som väger runt 600 kilogram.
I den lättaste klassen är det mycket vanligt att man tar en vanlig bilmotor och trimmar den så att man sedan kan använda den för att dra en specialmodifierad släde/vagn.
Nästa klass ligger på 950 kilogram och 100 meter. Deltagarna i 950-kilogramsklassen använder också en specialmodifierad släde/vagn, men de klasser som kommer efter denna har en och samma släde/vagn som de bara viktar om. De gör även vissa små modifieringar på den stora dragvagnen, så att de ska passa just den klass som ska dra den.